# Wilhelm Nylander
Pour les articles homonymes, voir Nylander et William Nylander.
Wilhelm (William) Nylander est un botaniste et un entomologiste finlandais, né le 3 janvier 1822 à Uleåborg (ou à Helsingfors) et mort le 29 mars 1899 à Paris.

## Biographie
Wilhelm Nylander est le fils de Magdalena Fahlander et d'Anders Nylander, officier municipal. Il suit des études de médecine à l'université d'Helsinki et obtient son titre de docteur en 1847.
Il est le premier professeur de botanique de l’université d'Helsinki de 1857 à 1863 avant de venir s’installer à Paris où il travaille comme attaché auprès du Muséum national d'histoire naturelle. Nylander est considéré comme l’un des principaux chercheurs sur les lichens de la deuxième moitié du XIXe siècle. Il en décrit 3 000 espèces.
Nylander fait œuvre de pionnier par l’utilisation de réactifs chimiques pour établir la taxinomie des lichens, notamment en utilisant des teintures d’iode et d’hypochlorite, produits toujours utilisés pour l’étude des lichens. Il est le premier à montrer le lien entre la pollution atmosphérique et la croissance des lichens, montrant que certaines espèces régressaient à l'approche des villes. Il a alors mis en place des bioindicateurs (qu'il appelait « hygiomètres » à l'époque) de la qualité de l'air.
En 1872, pour des raisons de santé, il part s'installer dans les Pyrénées-Orientales, d'abord à Collioure, puis à Amélie-les-Bains (qui donne son nom à l'espèce de lichen Caloplaca ameliensis qu'il décrit sous le nom de Lecanora ameliensis en 1891).